# Massimino
Massimino – miejscowość i gmina we Włoszech, w regionie Liguria, w prowincji Savona.
Według danych na rok 2004 gminę zamieszkiwało 130 osób, 18,6 os./km².